# Maurice Schutz
Pour les articles homonymes, voir Schutz.
Paul Maurice Schutzenberger, dit Maurice Schutz, est un comédien français, né le 4 août 1866 dans le 6e arrondissement de Paris et mort le 22 mars 1955 à Clichy (Hauts-de-Seine).

## Théâtre
- 1892 : Lysistrata de Maurice Donnay, Grand Théâtre
- 1893 : Madame Sans-Gêne de Victorien Sardou, Théâtre du Vaudeville
- 1900 : L'Aiglon d'Edmond Rostand, Théâtre Sarah-Bernhardt
- 1902 : Théroigne de Méricourt  de Paul Hervieu, Théâtre Sarah-Bernhardt
- 1905 : Scarron de Catulle Mendès, mise en scène Jean Coquelin, Théâtre de la Gaîté-Lyrique
- 1913 : Un fils d'Amérique de Pierre Veber, mise en scène Abel Tarride, Théâtre de la Renaissance
- 1919 : Pasteur de Sacha Guitry, Théâtre du Vaudeville
- 1953 : Le Désir sous les ormes d'Eugene O'Neill, mise en scène Claude Sainval, Théâtre des Champs-Élysées

## Filmographie

### Acteur

#### Longs métrages
- 1910 : Nick Winter l'adroit détective de Paul Garbagni
- 1914 : Le Train des bois
- 1914 : Quatre-vingt-treize d'Albert Capellani et André Antoine : Grandcœur
- 1918 : Serpentin janissaire de René Plaissetty
- 1919 : Sa gosse de Henri Desfontaines
- 1920 : Au-delà des lois humaines de Gaston Roudès et Marcel Dumont : Dr Dorfer
- 1920 : Maître Evora de Gaston Roudès : Lord Harriet
- 1920 : Irène de Gaston Roudès
- 1921 : Prisca de Gaston Roudès : Patrice
- 1921 : Fromont jeune et Risler aîné de Henry Krauss : le Gardinois
- 1921 : Le Méchant homme de Charles Maudru : Bréville
- 1921 : La Douloureuse comédie de Théo Bergerat
- 1921 : Les Trois Masques de Henry Krauss : Luigi
- 1921 : Lily Vertu de Daniel Bompard : Charles Meunier
- 1922 : Les Opprimés de Henry Roussell : Ferdinand Alvarez
- 1922 : L'Empereur des pauvres de René Leprince : Marcel Anavan
- 1922 : L'Âtre de Robert Boudrioz : Père Larade
- 1923 : Le Petit moineau de Paris de Henry Roussell : Robert Damien
- 1923 : Les Rantzau de Gaston Roudès : Jean Rantzau
- 1923 : La Mendiante de Saint-Sulpice de Charles Burguet : le comte d'Areynes
- 1923 : Le Petit Jacques de Georges Raulet et Georges Lannes : Dr Arthez
- 1923 : Le Crime des hommes de Gaston Roudès
- 1923 : La Vierge du portail d'Albert Durec
- 1923 : Les Rantzau de Gaston Roudès
- 1923 : Gossette de Germaine Dulac : le comte de Savières
- 1924 : L'Ornière de Édouard Chimot : M. Horn
- 1924 : Pour toute la vie de Benito Perojo : Ottavo, l'usurier
- 1924 : Le Fantôme du Moulin-Rouge de René Clair : Vincent, l'ancien ministre
- 1924 : Le Vert galant de René Leprince : le grand inquisiteur
- 1924 : Les Cinquante Ans de Don Juan de Henri Étiévant : le duc de Casteluccio
- 1925 : Faubourg Montmartre de Charles Burguet : M. Gentilhomme
- 1925 : La Nuit de la revanche de Henri Étiévant : Castelluccio
- 1925 : La Course du flambeau de Luitz-Morat
- 1925 : Le Cœur des gueux de Alfred Machin et Henry Wulschleger
- 1925 : Le Voyage imaginaire de René Clair : Rosa Koslex, la chiromancienne
- 1925 : Veille d'armes de Jacques de Baroncelli
- 1926 : Le Juif errant de Luitz-Morat : Airigny
- 1926 : Jean Chouan de Luitz-Morat : Jean Chouan
- 1926 : Grand Gosse de Benito Perojo : l'oiseau vert
- 1926 : Mauprat de Jean Epstein : Tristan de Mauprat
- 1927 : Le Bonheur du jour de Gaston Ravel : M. d'Aguzon
- 1927 : L'Agonie de Jérusalem de Julien Duvivier : Marc Verdier
- 1927 : Napoléon d'Abel Gance : : Paoli
- 1928 : L'Âme de Pierre de Gaston Roudès : Sélim
- 1928 : Verdun, visions d'histoire de Léon Poirier : le maréchal d'empire
- 1928 : La Passion de Jeanne d'Arc de Carl Theodor Dreyer : Nicolas Loyseleur
- 1928 : La Vierge folle de Luitz-Morat : le duc de Charance
- 1928 : Vénus de Louis Mercanton : Serres, l'administrateur
- 1929 : La Maison des hommes vivants de Gaston Roudès et Marcel Dumont
- 1930 : L'Arlésienne de Jacques de Baroncelli : Balthazar, le berger
- 1930 : Les Vacances du diable d'Alberto Cavalcanti : David Stone
- 1931 : Vampyr de Carl Theodor Dreyer : le seigneur
- 1932 : Gitanes de Jacques de Baroncelli : le père
- 1932 : Fantômas de Paul Fejos : Abbé Sicot
- 1933 : Les Misérables de Raymond Bernard
- 1933 : La Mille et Deuxième Nuit d'Alexandre Volkoff : le vizir
- 1933 : Le Petit Roi de Julien Duvivier : l'archevêque
- 1935 : Pasteur de Sacha Guitry : le grand-père
- 1935 : Adémaï au Moyen Âge de Jean de Marguenat
- 1936 : La Rose effeuillée de Georges Pallu : la prieure du Carmel
- 1936 : L'Appel du silence de Léon Poirier
- 1937 : Maman Colibri de Jean Dréville : le domestique
- 1938 : Métropolitain de Maurice Cam
- 1938 : Katia de Maurice Tourneur : l'évêque
- 1938 : La Fin du jour de Julien Duvivier : Verneuil
- 1938 : Légions d'honneur de Maurice Gleize : le grand-père
- 1938 : Trois Valses de Ludwig Berger : Cyprien
- 1938 : Le Roman de Werther de Max Ophüls : le bedeau
- 1938 : Gargousse de Henry Wulschleger
- 1938 : Raphaël le tatoué de Christian-Jaque : le grand-père
- 1938 : Remontons les Champs-Élysées de Sacha Guitry : Louis XIV, vieux
- 1941 : La Nuit fantastique de Marcel L'Herbier : un vieillard
- 1941 : La Symphonie fantastique de Christian-Jaque : Paganini
- 1942 : Le Camion blanc de Léo Joannon
- 1942 : La Chèvre d'or de René Barberis : Peu Parle
- 1943 : Les Roquevillard de Jean Dréville : Étienne Roquevillard
- 1943 : Adémaï bandit d'honneur de Gilles Grangier : Angelico
- 1943 : Un seul amour de Pierre Blanchar : le père du notaire
- 1943 : Jeannou de Léon Poirier : Eloi des Farges
- 1943 : Vautrin de Pierre Billon : l'abbé Herrera
- 1943 : Goupi Mains Rouges de Jacques Becker : Goupi-L'empereur
- 1944 : La Grande Meute de Jean de Limur : Patrice de Lambrefaut
- 1945 : Patrie de Louis Daquin
- 1945 : L'assassin n'est pas coupable de René Delacroix
- 1945 : Un ami viendra ce soir de Raymond Bernard
- 1945 : Le Capitan de Robert Vernay : le vieux conseiller
- 1946 : Le Village de la colère de Raoul André : Anne
- 1946 : Coïncidences de Serge Debecque : le vieux paysan
- 1946 : L'Arche de Noé de Henry Jacques : un représentant du conseil
- 1947 : Le Village perdu de Christian Stengel : Chardon
- 1947 : Danger de mort de Gilles Grangier : Loiseau père
- 1948 : Le Diable boiteux de Sacha Guitry : Voltaire
- 1948 : La Bergère et le Ramoneur de Paul Grimault : dessin animé, uniquement la voix
- 1948 : Retour à la vie de Henri-Georges Clouzot : le vieux monsieur, dans le sketch : Le retour de Jean
- 1949 : Vient de paraître de Jacques Houssin : le vieux maître
- 1949 : Véronique de Robert Vernay : le vieux gentilhomme
- 1949 : Miquette et sa mère de Henri-Georges Clouzot : Panouillard
- 1949 : Histoires extraordinaires de Jean Faurez : le vieillard (in Le Cœur révélateur)
- 1949 : Ronde de nuit de François Campaux : le vieux mendiant
- 1949 : Le Jugement de Dieu de Raymond Bernard
- 1949 : Adémaï au poteau-frontière de Paul Colline
- 1950 : Justice est faite de André Cayatte
- 1950 : L'Extravagante Théodora ou Je t'confie ma femme de Henri Lepage
- 1950 : Une fille à croquer ou Le Petit chaperon rouge de Raoul André : le grand-père
- 1951 : La Demoiselle et son revenant de Marc Allégret : le doyen
- 1951 : Le Cap de l'Espérance de Raymond Bernard

#### Courts métrages
- 1942 : Notre-Dame de Paris de René Hervouin
- 1950 : Boîte à vendre de Claude-André Lalande

### Assistant réalisateur
- 1938 : Métropolitain de Maurice Cam

### Bibliothèque
- Olivier Barrot et Raymond Chirat, Noir et Blanc - 250 acteurs français du cinéma français 1930-1960, Paris, Flammarion, 2000, p. 520–521.